# ケン・マッキントッシュ
ケン・マッキントッシュ（Ken Mackintosh、1919年8月4日 - 2005年11月22日）は、イギリスのサクソフォーン奏者、作曲家、バンドリーダー。イングランド北部ヨークシャー州リヴァーセッジ (Liversedge) に生まれ、ロンドン近郊のサリー州ミッチャム (Mitcham) で没した。

## 人物
マッキントッシュは、20世紀のイギリスで活躍したバンドリーダーの中でも最も傑出したひとりであり、トム・ジョーンズ、シャーリー・バッシー、マット・モンロー (Matt Monro) といった歌手たちと共演した。ノウラー・ヒル (Knowler Hill) に近いハリファックス・ロード (Halifax Road)で1919年に生まれたマッキントッシュは、15歳のときに最初のアルト・サックスを買って以降、人生を音楽に捧げた。陸軍で軍務に就いた跡、マッキントッシュはロンドンへ行き、オスカー・ラビン・バンド (Oscar Rabin Band) をはじめ、いくつものビッグバンドに参加した。やがて自らの楽団を組んだマッキントッシュは、イギリス国内や海外を、広く公演して回るようになった。マッキントッシュの楽団は、1950年代から、1960年代はじめにかけて、ほぼ毎週のようにBBCラジオに出演していた。
マッキントッシュは、代表曲「The Creep」をはじめ、自らの楽団で演奏する曲を自作していた。1954年から1960年にかけての時期には、全英シングルチャートに3曲を送り込んだが、最大のヒットとなったのは1954年1月に10位まで上昇した「The Creep」であった。（「クイーン・マザー」として知られた、エリザベス2世の母）エリザベス・ボーズ＝ライアンは、マッキントッシュのファンであり、彼女のためにマッキントッシュはウィンザー城で演奏することが2回あった。晩年には、ロンドン市から名誉市民権 (Freedom of the City) を贈られた。マッキントッシュは、2005年11月に死去した。